# Juliusz Levittoux
Juliusz Levittoux (ur. 19 czerwca 1900 w Nowej Grobli, zm. 18 czerwca 1969 we Wrocławiu) – major saperów Wojska Polskiego.

## Życiorys
Urodził się w Nowej Grobli, w ówczesnym powiecie berdyczowskim guberni kijowskiej, w rodzinie Jana (1865–1927), dyrektora cukrowni, i Marii Kazimiery z Krzyszkowskich (zm. 1936). Był bratem Jerzego (1897–1944), pułkownika dyplomowanego broni pancernych Wojska Polskiego i Henryka (1899–1940), majora lekarza Wojska Polskiego.
W 1921 służył w stopniu podporucznika w XIII batalionie saperów. 3 maja 1922 został zweryfikowany w stopniu podporucznika ze starszeństwem od 1 czerwca 1919 i 36. lokatą w korpusie oficerów inżynierii i saperów. W 1924 pełnił służbę w 2 pułku saperów w Puławach, a cztery lata później w batalionie szkolnym saperów w Modlinie. 29 stycznia 1932 prezydent RP nadał mu z dniem 1 stycznia 1932 stopień kapitana w korpusie oficerów inżynierii i saperów i 3. lokatą. W tym samym roku służył w Sztabie Głównym. Na stopień majora został awansowany ze starszeństwem z 19 marca 1939 i 12. lokatą w korpusie saperów, grupa liniowa. W tym samym miesiącu znajdował się w rezerwie personalnej oficerów przy Inspektorze Saperów na stanowisku kierownika budowy, a w kampanii wrześniowej 1939 dowodził saperami 20 Dywizji Piechoty. Walczył w bitwie pod Mławą i w obronie Warszawy. Do końca wojny jako jeniec w Oflagu II C Woldenberg.

## Awanse
- porucznik – zweryfikowany 3 V 1922 ze starszeństwem z dniem 1 XI 1920[6]

## Ordery i odznaczenia
- Krzyż Walecznych dwukrotnie[4][7] (po raz pierwszy w 1921[8])
- Medal Niepodległości – 9 listopada 1932 „za pracę w dziele odzyskania niepodległości”[9][10]
- Srebrny Krzyż Zasługi[4]